# Steinbach am Glan
Steinbach am Glan – miejscowość i gmina w Niemczech, w kraju związkowym Nadrenia-Palatynat, w powiecie Kusel, wchodzi w skład gminy związkowej Oberes Glantal. Do 31 grudnia 2016 wchodziła w skład gminy związkowej Glan-Münchweiler.